# Lions Den
Lions Den, übersetzt: Löwengrube, ist ein Ort in der Provinz Mashonaland West westlich von Harare in Simbabwe.

## Geografie
Der Ort liegt auf etwa 1150 m Höhe am Fluss Angwa im Distrikt Makonde. Sieben Kilometer nördlich liegt Zave, das Ende des Ausbaues einer Stichstrecke der National Railways of Zimbabwe von Harare über Maryland. Wenige Kilometer davor befindet sich Chinhoyi. Lions Den liegt an der Fernstraße A1.

## Grain Marketing Board
In dem Ort sind 25 Getreidesilos des Grain Marketing Board aufgebaut. Das Depot ist das größte Getreidelager des Landes. Am Nachmittag des 28. August 2018 ereignete sich ein Explosion in einem der Silos. Dabei kamen insgesamt 6 Arbeiter ums Leben.

## Wirtschaft
Lions Den ist bekannt für seine spezialisierten Zuchtbetriebe und seinen Safaritourismus. In den Zuchtlisten sind bis auf Nashörner alle relevanten Tier zu finden, sogar der Kapbüffel. Eine Löwenfarm züchtet zahme Löwen. Weitere 30 Farmen züchten auf Arealen um die 5000 ha Wildtiere aller Art für Jagden. Dafür legen sie Wasserlöcher und Dämme für Safaris an, um die Tiere auf dem Gelände zu halten. Dazwischen siedeln Kleinbauern, die vor allem Soja pflanzen. Nach Osten ist es intensiv genutztes Farmland mit Rinderzucht, Tabak, Mais und Baumwollanbau. Nach von Nordwesten bis Süden ist es eine dünn besiedelte Gegend und war im Bürgerkrieg ein Rückzugsgebiet der Guerilla-Kämpfer.

## Weblink
- Link zu einer Galerie der Silos